# Gustav Abel
Gustav Abel (Viena, 25 de enero de 1902-Viena, 2 de junio de 1963) fue un director de arte austriaco.

## Filmografía selecta
- Il socio invisibile (1939)
- Papà per una notte (1939)
- È caduta una donna (1941)
- Il bravo di Venezia (1941)